# Hydropeza vockerothi
Hydropeza vockerothi är en tvåvingeart som beskrevs av Sinclair och Mclellan 2004. Hydropeza vockerothi ingår i släktet Hydropeza och familjen dansflugor. Inga underarter finns listade i Catalogue of Life.